# Gonatocerus bukashka
Gonatocerus bukashka  (лат.) — вид хальциноидных наездников из семейства Mymaridae. Видовое название происходит от слова «букашка», русского народного обозначения для мелких насекомых.

## Распространение
Дания, Россия (Сахалинская область).

## Описание
Мелкие хальциноидные наездники.
Длина тела: 1,2 мм (самки). Тело в основном коричневое и тёмно-коричневое. Брюшко длиннее мезосомы. Мезоскутум и скутеллюм тонко продольно бороздчатые. Петиоль короткий. Длина мезосомы голотипа 0,45 мм, длина петиоля 0,027 мм, брюшко 0,58 мм, яйцеклад  0,51 мм (в 0,9 раз короче брюшка). Соотношение длины яйцеклада и средней голени от 1,3 до 1,4. Переднее крыло в 3,8–4,1 раз длиннее своей ширины, а заднее в 19 раз (оно в виде жилки). 4-й, 5-й и 6-й членики жгутика (F4, F5, F6) с двумя сенсиллумами (mps). Усики 12-члениковые у самок и 13-члениковые у самцов. Лапки состоят из 5 сегментов. Крылья с полностью редуцированным жилкованием.
Предположительно, как и близкие виды, паразитируют на яйцах цикадок  (Cicadellidae).